# Mercy (píseň, Madame Monsieur)
„Mercy“ je píseň od francouzského dua Madame Monsieur. Skupina s ní 12. května 2018 reprezentovala Francii na 63. ročníku soutěže Eurovision Song Contest v Lisabonu, přičemž se umístila na 13. místě.

## Vznik skladby
Autory a producenty písně „Mercy“ je francouzské hudební duo Madame Monsieur skládající se z manželů Émilie Satt a Jeana-Karla Lucase. Skladba pojednává a je pojmenována podle dívky jménem Mercy, která se narodila nigerijským uprchlíkům na lodi uprostřed Středozemního moře při snaze dostat se do Evropy během probíhající migrační krize.

## Eurovision Song Contest 2018
1. ledna 2018 bylo duo Madame Monsieur s písní „Mercy“ představeno jako jeden z 18 účastníků francouzského národního výběru pro soutěž Eurovision Song Contest 2018 nesoucí název Destination Eurovision, která se skládala ze 2 semifinálí a jednoho finále konajícího se 27. ledna.  Duo do finále postoupilo ze 2. semifinále 20. ledna. U odborné poroty píseň ve finále skončila na 3. místě, u diváků ale zvítězila. Po sečtení všech hlasů skladba soutěž vyhrála. Dne 12. května tak reprezentovala Francii na velkém finále Eurovize v Lisabonu. Se 173 body se celkově umístila na 13 místě.

## Umístění v hitparádách
| Hitparáda (2018) | Vrchol |
| ---------------- | ------ |
| Francie (SNEP)   | 3.     |